# James Magnussen
Pour les articles homonymes, voir Magnussen.
James Magnussen, né le 11 avril 1991 à Port Macquarie en Australie, est un nageur australien spécialisé dans les épreuves de sprint de nage libre.
Surnommé le missile par la presse,, il représentait avec ses compatriotes James Roberts, né le même jour, et Cameron McEvoy, de trois ans son cadet, la nouvelle génération dorée du sprint australien.

## Carrière sportive
Début avril 2011, il réalise aux Championnats d'Australie la meilleure performance mondiale de l'année en 48 s 29, devant les 48 s 34 du Français Fabien Gilot, également chronométrées lors de championnats nationaux quelques semaines auparavant. Il est ainsi sélectionné pour les Mondiaux de Shanghai.
En juillet 2011, aux Championnats du monde à Shanghai, au départ de la finale du relais 4 × 100 m victorieux australien, Magnussen signe le record du monde sans polyuréthane du 100 m nage libre en 47 s 49.

Quatre jours plus tard, sur la même distance mais en individuel, il réalise le meilleur temps des demi-finales (47 s 90), avant de remporter la médaille d'or en 47 s 63, devançant Brent Hayden (47 s 95) et William Meynard (48 s 00) ; le champion du monde 2009 et recordman du monde César Cielo finit quatrième en 48 s 01.
Lors du dernier jour des championnats, il réalise un temps remarquable lors du relais 4 × 100 m quatre nages avec ses coéquipiers Hayden Stoeckel, Brenton Rickard et Geoff Huegill où il boucle son 100 m nage libre en 47 s 00.
En mars 2012, lors des sélections australiennes pour les Jeux Olympiques de Londres, il s'impose en finale avec un temps de 47 s 10, à 19 centièmes du record du monde réalisé en combinaison par Cielo. Il remporte aussi le 50 m en 21 s 74 devant son compatriote Eamon Sullivan et améliore de 67/100e son meilleur temps personnel et établit la meilleure performance mondiale de l'année (MPMA) sur la distance. Le 25 avril 2012, sa MPMA sur 50 m est battue par Cielo qui nage en 21 s 38.
Fin juin, il détient toujours la MPMA sur 100 mètres libre et se place comme le grand favori pour les Jeux olympiques de Londres, le tenant du titre Alain Bernard n'étant pas sélectionné par son pays.
Son compatriote neuf fois médaillé olympique, Ian Thorpe, confie aux médias australiens à propos de lui : « Il est le nageur le plus impressionnant que j'ai vu, sans doute de la décennie. Il est passionnant à regarder. Quand je le regarde, je vois une nouvelle forme de sprint ».
Il tombe de haut avec le relais australien composé également de Matt Targett, Eamon Sullivan et James Roberts le 29 juillet lorsqu’ils échouent à la 4e place de la finale du 4 × 100 mètres nage libre (3 min 11 s 63) alors que tout le monde les donnait logiquement favoris au vu des chronos 2012 des relayeurs et de leur meilleur temps en série (3 min 12 s 29 et 47 s 35 pour Magnussen comme finisseur). Magnussen lance le relais finaliste avec un décevant 48 s 03 derrière l’Américain Nathan Adrian (47 s 89). Lors du 100m, il termine deuxième, battu pour 1/100 de seconde par Nathan Adrian .
Le 26 avril 2013, il termine premier en 47 s 53 (MPMA) des championnats nationaux australiens qualificatifs pour les Championnats du monde 2013 de Barcelone.
Premier relayeur du relais 4 x 100 m nage libre australien, il réalise 48 s 00 et touche à la seconde place derrière Nathan Adrian et ses 47 s 95. Le relais australien perd son titre obtenu deux ans plus tôt en échouant à la 4e place comme aux JO 2012. Tenant du titre, il remporte toutefois le 100 m nage libre en 47 s 71 devant les américains James Feigen (47 s 82) et Nathan Adrian (47 s 84).
En raison d'une blessure à l'épaule gauche l'obligeant à subir une intervention chirurgicale en juin 2015, Magnussen ne peut participer aux Championnats du monde 2015 de Kazan. Aux Jeux olympiques de Rio, il obtient une médaille de bronze avec le relais 4x100m.
Il annonce sa retraite sportive en juin 2019 à 28 ans.

## Palmarès
| Édition        | Épreuve          | Épreuve              | Épreuve                |
| Édition        | 100 m nage libre | 4 × 100 m nage libre | 4 × 100 m quatre nages |
| Shanghai 2011  | Or 47 s 63       | Or 3 min 11 s 00     | Argent 3 min 32 s 26   |
| Barcelone 2013 | Or 47 s 71       | 4e 3 min 11 s 58     | Argent 3 min 31 s 64   |

| Édition      | Épreuve         | Épreuve          | Épreuve              | Épreuve                |
| Édition      | 50 m nage libre | 100 m nage libre | 4 × 100 m nage libre | 4 × 100 m quatre nages |
| Londres 2012 | -               | Argent 47 s 53   | 4e 3 min 11 s 63     | Bronze 3 min 31 s 58   |
| Rio 2016     |                 | -                | Bronze 3 min 11 s 37 |                        |

## Meilleurs temps en nage libre
| Temps   | Distance   | Bassin              | Âge | Record ? | Compétition                       | Lieu     | Date        | Année |
| 21 s 52 | 50 mètres  | Bassin de 50 mètres | 22  | non      | Championnats d'Australie 2013 (f) | Adélaïde | 2 mai       | 2013  |
| 21 s 84 | 50 mètres  | Bassin de 25 mètres | 21  |          | 2012 NSW SC Qualifying Meet       | Sydney   | 19 mai      | 2012  |
| 47 s 10 | 100 mètres | Bassin de 50 mètres | 20  | non      | Championnats d'Australie 2012 (f) | Adélaïde | 19 mars     | 2012  |
| 46 s 82 | 100 mètres | Bassin de 25 mètres | 20  |          | Championnats d'Australie 2011     | Adélaïde | 1er juillet | 2011  |